# Гідра (Туніс)
Гідра (араб. حيدرة) — місто в Тунісі. Входить до складу вілаєту Касерін. Знаходиться неподалік від кордону з Алжиром. Станом на 2004 рік тут проживало 3 109 осіб.